# Grecale (1934)
«Грекале» (італ. Grecale) — військовий корабель, ескадрений міноносець типу «Маестрале» Королівських ВМС Італії за часів Другої світової війни.

## Історія створення
Ескадрений міноносець «Грекале» був закладений 25 вересня 1931 року на верфі «Cantiere navale di Ancona» в Анконі. Спущений на воду 17 червня 1934 року, вступив у стрій 15 листопада 1934 року.

## Історія служби

### Довоєнна служба
У 1936 році «Грекале» разом з «Маестрале» здійснив похід у західне Середземномор'я, здійснивши візити в порти Монако, Пальма-де-Мальорка, Барселона, Валенсія і Танжер.
У 1939 році «Грекале» у складі 1-ї дивізії крейсерів здійснив візит в Іспанію та Португалію.., після чого був переданий військово-морському училищу, де й перебував до початку війни.

### Друга світова війна
Після вступу Італії у Другу світову війну «Грекале» разом з однотипними кораблями був включений до складу 10-ї ескадри есмінців. У 1940-1941 роках він діяв у Центральному Середземномор'ї, беручи участь у супроводі конвоїв та бойових кораблів.
30 липня 1940 року, під час операції «TVL» по проведенню 3 конвоїв у Північну Африку «Грекале» був атакований британським підводним човном «Освальд», який випустив 3 торпеди, але не влучив в есмінець.. Незабаром «Освальд» був потоплений есмінцем «Уголіно Вівальді».
14-20 квітня 1941 року есмінці «Грекале», «Каміча Нера», «Дженьєре» та міноносець «Плеяді» супроводжував німецькі транспорти «Аліканта», «Маріца», «Причіда», «Санта Фе» із спорядженням для Африканського корпусу.
22 червня «Грекале» надавав допомогу кораблям конвою «Ернесто» (транспорти «Ернесто», «Темб'єн», Джулія, «Коль ді Лана», «Вахтфельс», «Амстердам»), який був атакований британськими літаками. Два транспорти були пошкоджені, «Грекале» та «Маестрале» прикривали їх буксирування в Італію.
19-20 серпня есмінці «Грекале», «Маестрале» та «Шірокко» супроводжували конвой «Марко Поло».
У ніч проти 9 листопада 1941 року під час бою за конвой «Дуїсбург» есмінець «Грекале» був важко пошкоджений вогнем британських крейсерів, втратив хід та був відбуксирований есмінцем «Альфредо Оріані» з поля бою.
Ремонт корабля проходив у Таранто і тривав до березня 1942 року.
16-18 березня 1942 року «Грекале» здійснював прикриття переходу в Лівію двох транспортів.
22 березня «Грекале» вийшов у море у складі ескадри італійського флоту під командуванням адмірала Анджело Якіно, яка вирушила на перехоплення британського конвою. Але під час шторму «Грекале» отримав пошкодження і повернув назад, в Таранто, таким чином, не зумівши взяти участь у другій битві у затоці Сидра.
Після ремонту, 3-5 серпня «Грекале» входив у склад конвою транспортів «Ankara», «Nino Bixi»o і «Sestriere». Під час переходу в Лівію конвой був атакований американськими бомбардувальниками B-24, але кораблі супроводу відбили атаку, транспорти дістались до Лівії без втрат.
Через декілька днів «Грекале» брав участь в операції «П'єдестал». Під час операції він надавав допомогу крейсеру «Муціо Аттендоло», торпедованому британським підводним човном «Анброукен».
Наприкінці 1942 року «Грекале» брак активну участь у постачанні туніської групи військ. 4-7 жовтня разом з «Маестрале» ат двома міноносцями супроводжував у Триполі танкер «Пануко», але повернувся в Таранто після успішної атаки британського торпедоносця.. 
17-20 листопада супроводжував з Неаполя в Триполі транспорти «Джулія», «Кізоне» та «Велоче».
30 листопада - 1 грудня «Грекале», «Маестрале» та «Аскарі» супроводжували черговий конвой в Туніс, але змушені були затриматись в Палермо після розгрому іншого конвою.
21, 22 і 24 грудня здійснив 3 походи в Туніс із солдатами на борту.
У ніч 3 січня 1943 року британці провели атаку гавані Палермо із використанням людинокерованих торпед «Черіот», доставленими підводними човнами «Тандерболт» та «Трупер». Під час атаки були потоплені транспорт «Вімінале» та недобудований крейсер «Ульпіо Траяно». Британці також встановили вибухові заряди на дні есмінця «Грекале», транспорту «Джимма» та міноносця «Чіклоное», але їх вдалось помітити та знешкодити до вибуху.
12 січня, о 5:45 есмінець «Грекале» зіткнувся з міноносцем «Арденте» за 3 милі від мису Сан-Віто на північному узбережжі Сицилії. Міноносець затонув, а в «Грекале» була відірвана носова частина до надбудови. Проте корабель своїм ходом дістався до Палермо. Там есмінцю був проведений аварійний ремонт і він вирушив до Генуї для остаточного ремонту, який завершився 31 серпня.

### У складі флоту союзників
Після Капітуляції Італії 9 вересня 1943 року «Грекале» разом з іншими італійськими кораблями перейшов на Мальту.
У складі флоту союзників він здійснював супровід конвоїв у Нижній Адріатиці, а у 1944 році був переобладнаний на носій спеціальних штурмових засобів.
21 липня 1944 року «Грекале» під командуванням капітана 2-го рангу Бенедетто Понца ді Сан Мартіно (італ. Benedetto Ponza di San Martino) та торпедний катер «MS 74» доставили в район Ла-Спеції два малі торпедні катери та людинокеровані торпеди. Внаслідок атаки був потоплений захоплений німцями важкий крейсер «Больцано».

### Післявоєнна служба
У післявоєнний час «Грекале» продовжив службу у Військово-морських силах Італії. З 1947 до 1949 року проходив глибоку модернізацію у Ла-Спеції. 1952—1953 — переоснащений на ескортний міноносець, з 10 квітня 1957 року — фрегат італійського флоту. 1959—1960 роки знову модернізація, після якої «Грекале» став штабним кораблем. 10 квітня 1964 року виключений з лав ВМС та розібраний на брухт.